# Zofia Wichłacz
Zofia Wichłacz (Varsavia, 5 aprile 1995) è un'attrice polacca.

## Filmografia

### Cinema
- Był sobie dzieciak (2013)
- Niegdyś moja matka (2013)
- Warsaw 44, regia di Jan Komasa (2014)
- Mój wróg, moja miłość (2016)
- Il ritratto negato (Powidoki), regia di Andrzej Wajda (2016)
- Pokot (2017)
- Amok (2017)
- Twój Vincent (2017)
- Zgoda (2017)
- Non dormire nel bosco stanotte - Parte 2 (2021)

### Televisione
- 1983 (2018)
- World on Fire (2019)